# Хајнрихсрух
Хајнрихсрух (њем. Heinrichsruh) општина је у њемачкој савезној држави Мекленбург-Западна Померанија. Једно је од 54 општинска средишта округа Икер-Рандов. Према процјени из 2010. у општини је живјело 277 становника. Посједује регионалну шифру (AGS) 13062022.

## Географски и демографски подаци
Хајнрихсрух се налази у савезној држави Мекленбург-Западна Померанија у округу Икер-Рандов. Општина се налази на надморској висини од 10 метара. Површина општине износи 17,0 km². У самом мјесту је, према процјени из 2010. године, живјело 277 становника. Просјечна густина становништва износи 16 становника/km².